# Guildford & Woking Alliance Football League
Guildford & Woking Alliance Football League är en engelsk fotbollsliga baserad runt Guildford och Woking. Den har fem divisioner och toppdivisionen Premier Division ligger på nivå 14 i det engelska ligasystemet.
Ligan är en matarliga till Surrey County Intermediate League (Western).

## Mästare
| Säsong  | Premier Division           |
| ------- | -------------------------- |
| 2000/01 | Bedfont Green              |
| 2001/02 | Shalford                   |
| 2002/03 | Guildford Railway Old Boys |
| 2003/04 | Lightwater United          |
| 2004/05 | Ewhurst                    |
| 2005/06 | Woking Phoenix             |
| 2006/07 | University of Surrey       |
| 2007/08 | University of Surrey       |
| 2008/09 | Millmead                   |
| 2009/10 | Pirbright Sports           |
| 2010/11 | Hambledon                  |
| 2011/12 |                            |

Källa: Football Mitoo 